# 칠곡소방서
칠곡소방서(漆谷消防署, Chilgok Fire Station)는 경상북도 칠곡군을 관할하는 경상북도 소방본부 산하의 소방서이다.
소방서장은 소방정으로 보한다.

## 연혁
- 1998년 12월 9일: 칠곡소방서 개서
- 1998년 12월 7일: 성주소방서 분리

## 조직
| - 소방행정과 - 소방행정팀 - 예산장비팀 | - 예방안전과 - 예방홍보팀 - 시설지도팀 | - 대응구조구급과 - 대응총괄팀 - 구조구급팀 - 대응1·2·3팀 |

## 관할센터 및 관할구역
칠곡소방서는 6개의 119안전센터와 1개의 구조구급센터를 산하에 두고 있다.
| 명칭                       | 사진 | 주소                 | 관할구역             | 지역대        |
| -------------------------- | ---- | -------------------- | -------------------- | ------------- |
| 왜관119안전센터            |      | 기산면 칠곡대로 1216 | 기산면, 왜관읍 일부  |               |
| 북삼119안전센터            |      | 북삼읍 안산2길 46    | 북삼읍, 약목면       | 약목119지역대 |
| 석적119안전센터            |      | 석적읍 유학로 140    | 석적읍               |               |
| 금산119안전센터            |      | 왜관읍 공단로 194    | 지천면, 왜관읍 일부  |               |
| 가산119안전센터            |      | 가산면 다부원1길 57  | 가산면               |               |
| 동명119안전센터            |      | 동명면 한티로 216    | 동명면               |               |
| 칠곡소방서 119구조구급센터 |      | 기산면 칠곡대로 1216 | 경상북도 칠곡군 일원 |               |

## 사건사고
- 칠곡 시온글러브 화재

## 같이 보기
- 대한민국 소방청
- 대한민국의 소방
- 소방관 계급